# Zamalek Volleyball Sporting Club
Lo Zamalek Volleyball Sporting Club è una società pallavolistica egiziana, facente parte della società polisportiva Zamalek Sporting Club.

## Storia
La società, fondata nel 1911 all'interno della polisportiva, è fin dalle origini una delle più forti squadre del panorama pallavolistico egiziano ed africano. Vince il suo primo campionato nel 1959, primo di una striscia di 7 vittorie consecutive.
Il secondo periodo d'oro risale agli anni ottanta, quando arrivarono le prime vittorie di carattere continentale. In totale la squadra ha vinto 4 Champions League africane, l'ultima delle quali nel 2009, battendo in finale gli eterni rivali dell'Al Ahly per 15 a 13 al tie break.
Con il titolo di Campione d'Africa ha disputato, nel 2009, la Coppa del Mondo per club FIVB. La formazione egiziana è stata inserita nel girone A, insieme agli italiani della Trentino Volley. La squadra è riuscita a combattere ad armi pari con la formazione Campione d'Europa, venendo però sconfitta per 3 a 1.

## Palmarès
- 16 campionati egiziani: 1959, 1960, 1961, 1962, 1963, 1964, 1965, 1988, 1991, 1992, 1993, 1998, 1999, 2001, 2005, 2008
- 1 Coppa d'Egitto
- 2 Supercoppe d'Egitto
- 2 Coppe d'Arabia: 1986, 1993
- 2 Coppe d'Africa
- 1 African Confederation Cup: 2007
- 4 African Champions League: 1984, 1987, 2008, 2009